# Prosenina nicholsoni
Prosenina nicholsoni är en tvåvingeart som beskrevs av Malloch 1930. Prosenina nicholsoni ingår i släktet Prosenina och familjen parasitflugor. Inga underarter finns listade i Catalogue of Life.